# Elliott Gould
Elliott Gould (n. 29 august 1938, New York City, New York, SUA) este un actor american. A început să joace în filme de la Hollywood din anii 1960. Pentru interpretarea sa în filmul de comedie Bob & Carol & Ted & Alice a fost nominalizat la premiul Oscar pentru cel mai bun actor în rol secundar.

## Filmografie

### Film
| An   | Titlu                                   | Rol                                          | Note                    |
| ---- | --------------------------------------- | -------------------------------------------- | ----------------------- |
| 1964 | Quick, Let's Get Married                | The Mute                                     |                         |
| 1968 | The Night They Raided Minsky's          | Billy Minsky                                 |                         |
| 1969 | Bob & Carol & Ted & Alice               | Ted Henderson                                |                         |
| 1970 | M*A*S*H                                 | Capt. "Trapper" John Francis Xavier McIntyre |                         |
| 1970 | Getting Straight                        | Harry Bailey                                 |                         |
| 1970 | Move                                    | Hiram Jaffe                                  |                         |
| 1970 | I Love My Wife                          | Richard Burrows                              |                         |
| 1971 | Little Murders                          | Alfred Chamberlain                           |                         |
| 1971 | The Touch                               | David Kovac                                  |                         |
| 1973 | The Long Goodbye                        | Philip Marlowe                               |                         |
| 1974 | Busting                                 | Vice Detective Michael Keneely               |                         |
| 1974 | Who?                                    | Sean Rogers                                  |                         |
| 1974 | S*P*Y*S                                 | Griff                                        |                         |
| 1974 | California Split                        | Charlie Waters                               |                         |
| 1975 | Nashville                               | Rolul său                                    | Cameo                   |
| 1975 | Whiffs                                  | Dudley Frapper                               |                         |
| 1975 | Mean Johnny Barrows                     | The Professor                                |                         |
| 1976 | I Will, I Will... for Now               | Les Bingham                                  |                         |
| 1976 | Harry and Walter Go to New York         | Walter Hill                                  |                         |
| 1977 | A Bridge Too Far                        | Col. Bobby Stout                             |                         |
| 1978 | Capricorn One                           | Robert Caulfield                             |                         |
| 1978 | Matilda                                 | Bernie Bonnelli                              |                         |
| 1978 | The Silent Partner                      | Miles Cullen                                 |                         |
| 1979 | Escape to Athena                        | Charlie Dane                                 |                         |
| 1979 | The Muppet Movie                        | Beauty Contest Compere                       | Cameo                   |
| 1979 | The Lady Vanishes                       | Robert Condon                                |                         |
| 1980 | The Last Flight of Noah's Ark           | Noah Dugan                                   |                         |
| 1980 | Falling in Love Again                   | Harry Lewis                                  |                         |
| 1981 | The Devil and Max Devlin                | Max Devlin                                   |                         |
| 1981 | Dirty Tricks                            | Prof. Colin Chandler                         |                         |
| 1983 | Tramps                                  | Willie Zobel                                 |                         |
| 1984 | Over the Brooklyn Bridge                | Alby Sherman                                 |                         |
| 1984 | The Naked Face                          | Angeli                                       |                         |
| 1984 | The Muppets Take Manhattan              | Cop in Pete's                                | Cameo                   |
| 1986 | Inside Out                              | Jimmy Morgan                                 |                         |
| 1987 | Lethal Obsession                        | Serge Gart                                   |                         |
| 1987 | My First Forty Years                    | Nino Ranuzzi                                 |                         |
| 1988 | The Telephone                           | Rodney                                       |                         |
| 1988 | Dangerous Love                          | Rick                                         |                         |
| 1989 | The Big Picture                         | Lawyer                                       | nemenționat, cameo      |
| 1989 | Night Visitor                           | Ron Devereaux                                |                         |
| 1989 | The Lemon Sisters                       | Fred Frank                                   |                         |
| 1989 | Massacre Play                           | Theo Steiner                                 |                         |
| 1989 | Secret Scandal                          | Film director                                |                         |
| 1990 | I'll Be Going Now                       | Alcide                                       |                         |
| 1990 | Dead Men Don't Die                      | Barry Barron                                 |                         |
| 1991 | Bugsy                                   | Harry Greenberg                              |                         |
| 1991 | Beyond Justice                          | Red Murchison                                |                         |
| 1992 | The Player                              | Rolul său                                    | Cameo                   |
| 1992 | Judgement                               | Judge Callow                                 | Direct-to-video         |
| 1992 | Wet and Wild Summer!                    | Mike McCain                                  |                         |
| 1993 | Amore!                                  | George Levine                                |                         |
| 1993 | Hoffman's Hunger                        | Felix Hoffman                                |                         |
| 1994 | Naked Gun 33⅓: The Final Insult         | Rolul său                                    | nemenționat, cameo      |
| 1994 | The Glass Shield                        | Greenspan                                    |                         |
| 1994 | Bleeding Hearts                         | Mr. Baum                                     |                         |
| 1995 | A Boy Called Hate                       | Richard                                      |                         |
| 1995 | Kicking and Screaming                   | Grover's Dad                                 |                         |
| 1995 | Cover Me                                | Capt. Richards                               |                         |
| 1995 | The Dangerous                           | Levine                                       |                         |
| 1995 | The Feminine Touch                      | Kahn                                         | Direct-to-video         |
| 1996 | johns                                   | Manny Gold                                   |                         |
| 1997 | Inside Out                              | Aaron's Father                               | Short Film              |
| 1997 | City of Industry                        | Gangster                                     | nemenționat, cameo      |
| 1997 | Busted                                  | TV Show Host                                 | Direct-pe-video         |
| 1997 | Camp Stories                            | Older David Katz                             |                         |
| 1998 | Michael Kael vs. the World News Company | Coogan                                       |                         |
| 1998 | The Big Hit                             | Morton Shulman                               |                         |
| 1998 | American History X                      | Murray                                       |                         |
| 1998 | Caminho dos Sonhos                      | Samuel Stern                                 |                         |
| 2000 | Playing Mona Lisa                       | Bernie Goldstein                             |                         |
| 2000 | Picking Up the Pieces                   | Father LaCage                                |                         |
| 2000 | Boys Life 3                             | Aaron's Father                               | Segment: "Inside Out"   |
| 2001 | Ocean's Eleven                          | Reuben Tishkoff                              |                         |
| 2001 | The Experience Box                      | Dr. Keith Huber                              | Also producer           |
| 2002 | Puckoon                                 | Dr. Goldstein                                |                         |
| 2002 | The Cat Returns                         | Toto                                         | English dub             |
| 2004 | Ocean's Twelve                          | Reuben Tishkoff                              |                         |
| 2006 | Open Window                             | John                                         |                         |
| 2007 | Ocean's Thirteen                        | Reuben Tishkoff                              |                         |
| 2007 | Saving Sarah Cain                       | Bill                                         |                         |
| 2007 | The Ten Commandments                    | God                                          | Voice Direct-to-DVD     |
| 2008 | The Deal                                | Rabbi Seth Gutterman                         |                         |
| 2008 | The Caller                              | Frank Turlotte                               |                         |
| 2009 | Little Hercules in 3-D                  | Socrates                                     |                         |
| 2010 | Expecting Mary                          | Horace Weitzel                               |                         |
| 2010 | Morning                                 | Male Doctor Goodman                          |                         |
| 2011 | The Encore of Tony Duran                | Jerry Braill                                 |                         |
| 2011 | Contagion                               | Dr. Ian Sussman                              |                         |
| 2011 | Dorfman                                 | Burt Dorfman                                 |                         |
| 2011 | Art & Sex                               | Therapist                                    | Also executive producer |
| 2012 | Noah's Ark: The New Beginning           | God                                          | Voice Direct-to-DVD     |
| 2012 | Switchmas                               | Sam Finkelstein                              |                         |
| 2012 | Fred Won't Move Out                     | Fred                                         |                         |
| 2012 | Ruby Sparks                             | Dr. Rosenthal                                |                         |
| 2012 | Divorce Invitation                      | Paul Lipnicks                                |                         |
| 2013 | Live at the Foxes Den                   | Paul Munchak                                 |                         |
| 2014 | Yellowbird                              | The Owl                                      | Voice                   |
| 2016 | The History of Love                     | Bruno Leibovitch                             |                         |
| 2017 | Humor Me                                | Bob Kroll                                    |                         |
| 2018 | Ocean's 8                               | Reuben Tishkoff                              |                         |
| 2018 | Romancing Brazil                        | Samuel Stern                                 |                         |
| 2020 | Dangerous Lies                          | Leonard                                      |                         |

Sources: Turner Classic Movies

### Televiziune
| An         | Titlu                                        | Rol                  | Note                                                  |
| ---------- | -------------------------------------------- | -------------------- | ----------------------------------------------------- |
| 1964       | Once Upon a Mattress                         | Jester               | Film de televiziune                                   |
| 1972       | The Special London Bridge Special            | The Villain          | Special de televiziune                                |
| 1975–1980  | Saturday Night Live                          | Rolul său (host)     | 6 episoade                                            |
| 1982       | The Rules of Marriage                        | Michael Hagen        | Film de televiziune                                   |
| 1983       | Faerie Tale Theatre                          | The Giant            | Episodul: "Jack and the Beanstalk"                    |
| 1984–1985  | E/R                                          | Dr. Howard Sheinfeld | 23 episoade                                           |
| 1986       | Vanishing Act                                | Lieutenant Rudameyer | Film de televiziune                                   |
| 1986       | The Twilight Zone                            | Harry Folger         | Episodul: "The Misfortune Cookie"                     |
| 1986       | Tall Tales & Legends                         | Casey                | Episodul: "Casey at the Bat"                          |
| 1986       | Together We Stand                            | David Randall        | 6 episoade                                            |
| 1987       | Conspiracy: The Trial of the Chicago 8       | Leonard Weinglass    | Film de televiziune                                   |
| 1987       | Frog                                         | Bill Anderson        | Film de televiziune                                   |
| 1988       | Act of Betrayal                              | Callaghan            | Film de televiziune                                   |
| 1989       | Murder, She Wrote                            | Lt. J. T. Hanna      | Episodul: "The Error of Her Ways"                     |
| 1990       | Stolen: One Husband                          | Martin Slade         | Film de televiziune                                   |
| 1991       | The Hitchhiker                               | Augie Benson         | Episodul: "A Whole New You"                           |
| 1991       | Beyond Justice                               | Red Murchison        | 3 episoade                                            |
| 1992       | The Ray Bradbury Theatre                     | Leo Auffmann         | Episodul: "The Happiness Machine"                     |
| 1992       | Somebody's Daughter                          | Hindeman             | Film de televiziune                                   |
| 1993       | Frogs!                                       | Bill Anderson        | Film de televiziune                                   |
| 1993       | Bloodlines: Murder in the Family             | Stewart Woodman      | Film de televiziune                                   |
| 1993       | L.A. Law                                     | Ed Morrison          | 3 episoade                                            |
| 1993       | Moon Over Miami                              | Gavin Mills          | Episodul: "In a Safe Place"                           |
| 1994       | Lois & Clark: The New Adventures of Superman | Vincent Winninger    | Episodul: "Witness"                                   |
| 1994       | Burke's Law                                  | Harry Waters         | Episodul: "Who Killed the Host at the Roast?"         |
| 1994       | Screen One                                   | Joe Warren           | Episodul: "Doggin' Around"                            |
| 1994–2003  | Friends                                      | Jack Geller          | 20 episoade                                           |
| 1995       | The Magic School Bus                         | Mr. Perlstein        | Voice Episodul: "Going Batty"                         |
| 1995       | Cybill                                       | Rolul său            | nemenționat Episodul: "The Last Temptation of Cybill" |
| 1995       | P.C.H                                        | Randy's Father       | Film de televiziune                                   |
| 1996       | Touched by an Angel                          | Max                  | Episodul: "Dear God"                                  |
| 1997       | The Shining                                  | Stuart Ullman        | Episode #1.1                                          |
| 1997       | Shanghai 1937                                | Hutchinson           | 2 episoade                                            |
| 1997–1998  | Hey Arnold!                                  | Rabbi Goldberg       | Rol de voce; 2 episoade                               |
| 1998       | Diagnosis: Murder                            | Peyton Cartwright    | Episodul: "Drill for Death"                           |
| 1998       | Mentors                                      | Albert Einstein      | Episodul: "The Genius"                                |
| 1998       | Getting Personal                             | Jack Kacmarczyk      | 17 episoade                                           |
| 1999       | It's Like, You Know...                       | Rolul său            | 3 episoade                                            |
| 2000       | Just Shoot Me!                               | Rolul său            | nemenționat; Episodul: "Hot Nights in Paris"          |
| 2001       | Life with David J                            |                      | Pilot                                                 |
| 2002–2003  | Baby Bob                                     | Sam Spencer          | 14 episoade                                           |
| 2003       | The Simpsons                                 | Rolul său            | Rol de voce; Episodul: "The Dad Who Knew Too Little"  |
| 2003       | Vegas Dick                                   | Clay                 | Pilot                                                 |
| 2003       | Las Vegas                                    | The Professor        | Episodul: "Jokers and Fools"                          |
| 2003       | K Street                                     | Bergstrom            | 3 episoade                                            |
| 2003, 2007 | Kim Possible                                 | Mr. Stoppable        | Rol de voce; 7 episoade                               |
| 2003       | Kim Possible: A Sitch in Time                | Mr. Stoppable        | Rol de voce; Film de televiziune                      |
| 2004       | Bad Apple                                    | Buddha Stanzione     | Film de televiziune                                   |
| 2005       | Crumbs                                       | Frank Bergman        | 2 episoade                                            |
| 2005       | Agatha Christie's Poirot                     | Rufus Van Aldin      | Episodul: "The Mystery of the Blue Train"             |
| 2006       | Masters of Horror                            | Barney               | Episodul: "The Screwfly Solution"                     |
| 2007       | St. Urbain's Horseman                        | Uncle Abe            | 2 episoade                                            |
| 2007       | American Dad!                                | Russell Rothberg     | Rol de voce; Episodul: An Apocalypse to Remember      |
| 2008       | WordGirl                                     | Masked Meat Marauder | Rol de voce; Episodul: "The Masked Meat Marauder"     |
| 2009       | Drop Dead Diva                               | Larry Baxter         | Episodul: "Second Chances"                            |
| 2009       | Law & Order                                  | Stan Harkavy         | Episodul: "Shotgun"                                   |
| 2009       | Uncorked                                     | Paul Browning        | Film de televiziune                                   |
| 2010       | The Life & Times of Tim                      | Dr. Fishman          | Rol de voce; Episodul: "Personality Disorder"         |
| 2010       | CSI: Crime Scene Investigation               | Earnest Boozell      | Episodul: "Pool Shark"                                |
| 2011       | The Cape                                     | Samuel               | 2 episoade                                            |
| 2012       | Law & Order: Special Victims Unit            | Walter Thompkins     | Episodul: "Lessons Learned"                           |
| 2012       | I'm Not Dead Yet                             | Irv                  | Film de televiziune                                   |
| 2012       | Listen to Grandpa, Andy Ling                 | Grandpa              | 3 episoade                                            |
| 2013–2016  | Ray Donovan                                  | Ezra Goldman         | 19 episoade                                           |
| 2013       | Back in the Game                             | Louie                | Episodul: "I'll Slide Home for Christmas"             |
| 2014       | Sensitive Skin                               | Dr. H. Cass          | 3 episoade                                            |
| 2014       | The Michaels                                 | Max Barnworth        | Film de televiziune                                   |
| 2014–2015  | Mulaney                                      | Oscar                | 13 episoade                                           |
| 2015       | Maron                                        | Rolul său            | Episodul: "Stroke of Luck"                            |
| 2015       | Oscar's Hotel for Fantastical Creatures      | Sir Loin             | Rol de voce; Episodul: "Hunger Pains"                 |
| 2016       | Hawaii Five-0                                | Leo Hirsch           | Episodul: "Pilina Koko"                               |
| 2017       | Doubt                                        | Isaiah Roth          | 13 episoade                                           |
| 2017–2018  | 9JKL                                         | Harry                | 16 episoade                                           |
| 2018       | The Kominsky Method                          | Rolul său            | Episodul: "An Agent Crowns"                           |
| 2020       | Grace and Frankie                            | Dr Rogers            | Episodul: "The Funky Walnut"                          |
| 2021       | Friends: The Reunion                         | Rolul său            | HBO Max Special                                       |